# Mimetus haynesi
Mimetus haynesi es una especie de araña araneomorfa del género Mimetus, familia Mimetidae. Fue descrita científicamente por Gertsch & Mulaik en 1940.
Habita en los Estados Unidos. El macho holotipo mide 3,90 mm.